# Janez Bleiweis
Janez vitez Bleiweis pl. Trsteniški, slovenski veterinar, publicist in politik, * 19. november 1808, Kranj, † 29. november 1881, Ljubljana.
Janez Bleiweis je bil slovenski publicist, politik, magister veterine, doktor medicine in narodni buditelj v predmarčni dobi. Osnoval in urednikoval je prvi in še dolgo edini slovenski časopis Kmetijske in rokodelske novice. Bil je profesor na liceju v Ljubljani, deželni živinozdravnik, ljubljanski občinski svetnik, deželni odbornik, član Jugoslovanske akademije znanosti in umetnosti ter predsednik Slovenske matice. Na področju jezika je uveljavil gajico. V svojem življenju si je prizadeval za napredek in blaginjo kmečkega in obrtniškega prebivalstva. Kmetijstvo in obrt je namreč smatral za temelj gospodarstva. Zavzemal se je za uvedbo slovenščine v šole in urade. Med slovenskim ljudstvom je bil zelo priljubljen, imenovali so ga oče naroda. Nekaj mesecev pred smrtjo ga je cesar Franc Jožef I. razglasil za viteza Trsteniškega. Zgodovinarji imajo deljena mnenja o njem. Nekateri starejši zgodovinarji so ga pogosto kritizirali zaradi mlačne in neodločne drže v boju za narodne pravice, nekateri so mu očitali celo oportunizem. Tako Vasilij Melik navaja Avgusta Žigona, ki je imel Bleiweisa za ignoranta, diktatorja, oportunista, hladnega špekulanta, egoista, za dobrega politika le za vaško obzorje poljedelca in živinorejca. Drugi pa so ga, posebej po letu 1991, hvalili zaradi Novic in prispevka k nastanku in ohranitvi slovenščine, poenotenju črkopisa, izobraževanju in bujenju slovenskega naroda ter zmernosti in umirjenosti pri boju za narodne pravice, mdr. za zedinjeno Slovenijo.

## Življenje
Rodil se je 19. novembra 1808 v Kranju očetu trgovcu in posestniku Valentinu Pleiweisu in materi Tereziji Pleiweis, rojeni Smrekar.
Njegov brat je bil Valentin Pleiweis, kasnejša mačeha (tretja žena očeta Valentina Pleiweisa) pa Magdalena Pleiweis. Osnovno šolo je obiskoval v Kranju. To je bila prva in zadnja stopnja njegovega izobraževanja, pri katerem je bil učni jezik slovenščina. V letih 1819-24 je obiskoval gimnazijo v Ljubljani, zatem pa licej (višja srednja šola). Medicino je študiral na dunajski univerzi. Leta 1841 se je preselil v Ljubljano in bil imenovan za profesorja živinozdravništva in sodne medicine na ljubljanskem liceju. Prva leta bivanja v Ljubljani se je posvečal učenju slovenščine, predvsem iskanju veterinarske terminologije. Leta 1842 sta ga takratni tajnik Kranjske kmetijske družbe grof Franz Hohenwarth in ljubljanski župan Janez Nepomuk Hradecky povabila na mesto tajnika Kmetijske družbe za Kranjsko, na tej funkciji, ki jo je je obdržal do smrti, je omogočil ustanovitev triletne kmetijske šole, na kateri je 1849–63 tudi poučeval. Od 1849 do smrti je bil ravnatelj na njegovo pobudo in pobudo Simona Strupija osnovane podkovske in živinozdravniške šole s slovenskim učnim jezikom. Po ukinitvi liceja (1850) je ohranil naziv profesorja ter poučeval na podkovski in živinozdravniški šoli. Leta 1856 je Bleiweis postal deželni živinozdravnik (do upokojitve 1874). 1861-63 je bil ravnatelj ljubljanske porodnišnice na Ajdovščini v Ljubljani. Leta 1843 je kot član Kranjske kmetijske družbe predlagal ustanovitev časopisa Kmetijske in rokodelske novice. Od ustanovitve časopisa do svoje smrti je bil urednik in glavni novinar. Za časopis je napisal številne članke, za katere ni dobival plačila. Ob epidemiji kolere 1866 je bila na njegov predlog ustanovljena zasilna bolnišnica v Ljubljani 1863–81 je bil predsednik ljubljanske čitalnice in 1875–81 Slovenske matice. V letih 1861–78 je bil član kranjskega deželnega odbora, v letih 1871 in 1872 ga je kot najstarejši odbornik po nekaj mesecev tudi vodil, 1878–81 pa je bil tudi namestnik deželnega glavarja, vrsto let občinski svetovalec v Ljubljani itd.  
Cesar Franc Jožef I je Janezu Bleiweisu malo pred njegovo smrtjo leta 1881 podelil viteški red železne krone III. stopnje, kar mu je prineslo pravico do plemiškega stanu s stopnjo viteza. Predikat »Trsteniški« si je Bleiweis izbral po vasici Trstenik blizu Golnika, od koder so bili njegovi predniki. Pogreb Janeza Bleiweisa je bil eden najveličastnejših, kar jih je v tistem času videla Ljubljana. Na Navju stoji njegov dobro ohranjeni, več kakor tri metre visoki nagrobnik iz tonalita s slovenskim napisom.
Janez Bleiweis je bil začetnik rodu vitezov Bleiweisov, ki živi še danes. Med njegove potomce sodijo njegov sin Karel Bleiweis, vnuk Demeter Bleiweis in pravnuka Janko Bleiweis in Saša Bleiweis. Potomci razvejane rodbine živijo predvsem v Ljubljani.

## Politično in drugo družbeno delovanje
Bleiweisova politična kariera se je začela s Kmetijskimi in rokodelskimi novicami, torej leta 1843. Po mnenju Vodopivca je bil fiziokratsko in razsvetljensko usmerjen konservativec. Zavrnil je ilirizem, ki ga je imel za nesprejemljivi separatizem. Prav tako je nasprotoval konstruiranju panslovanskega jezika, ki ga je imel za »lunin jezik«. Do revolucije in naglih sprememb je imel negativen odnos. Zagovarjal je legitimizem, nasprotoval revoluciji in nagli nasilni odpravi fevdalizma. Rešitev kmečkih težav je postavljal v roke »pravičnega« cesarja. Zavzemal se je za mirno in ubogljivo čakanje na izboljšanja, ki jih bo prinesel čas. Obstoj in razvoj slovenskega naroda je videl le v okviru habsburške monarhije. Nad idejo Zedinjene Slovenije sprva ni bil navdušen. Smatral je, da je preradikalna in da Slovenci za njeno uresničitev nimajo »dušne moči«. Kasneje je svoje mnenje spremenil in organiziral zbiranje podpisov za peticijo, v kateri je bila omenjena tudi Zedinjena Slovenija. Na največjem slovenskem taboru v Vižmarju 17. maja 1869, ki ga je pripravilo in organiziralo Društvo za brambo narodnih pravic Slovenija, ki mu je Bleiweis predsedoval od ustanovitve 1868, pa je odločno utemeljeval nujnost združenja slovenskih pokrajin v novo upravno enoto ("zedinjeno") Slovenijo. 1871 je nasprotoval preimenovanju društva Slovenija v katoliško politično društvo, na vključitev v državnopravno stranko Karla Hohenwarta pa je pristal šele po krajšem obotavljanju.
V svojem političnem in uredniškem delu se je zavzemal za izobraževanje ljudstva, za preobrazbo kmeta, obrtnika in meščana v gospodarsko sposobnega, nacionalno zavednega in politično trdnega človeka. Do novosti je bil sprva nezaupljiv, a jih je podprl, če so se obnesle. Geslo Novic in verjetno tudi njega je bilo: »V diru časa utone, kdor z njim ne plava.« V »kulturnem boju« med cerkvijo in državo leta 1872 in 1873 se je Bleiweis (po Ivanu Prijatelju) postavil na stran cerkve in klerikalcev. Kljub temu pa se ni povsem strinjal s klerikalci, saj se je v deželnem zboru zavzemal za razvoj industrije in meščanstva, a ne za vsako ceno, saj bi silen in nenaden dotok kapitala v slovenska etnična območja lahko povzročil germanizacijo. S cerkvijo se tudi ni strinjal povsem, na primer ne glede odnosa do narodnosti, saj je v Novicah polemiziral z mnenjem cerkve, ki je narodnost opredelila kot pogansko. Kot vodja staroslovencev je imel veliko nasprotnikov, med njimi je bil najbolj opazen Fran Levstik, ki se je iz Bleiweisa in njegove politike pogosto norčeval, pogosto na račun samodrštva. S Francetom Prešernom Bleiweis ni veliko sodeloval, Prešeren je Bleiweisa in Novice kritiziral, vendar je tudi priznaval njihovo vrednost. Očital jim je predvsem nepoznavanje slovenskega jezika (Bleiweis je nekatere članke pisal in objavljal kar v nemščini) in robatost. Priznaval pa jim je vlogo pri razvoju slovenščine. Bleiweis zaradi utilitarističnega odnosa do literature ni znal ceniti Prešernovih osebnoizpovednih umetniških del. Zanj je bila umetnost namenjena bujenju narodne zavesti in »gradnji našega jezika«, zato je veliko bolj kot Prešernove pesmi cenil vznesene, bombastične in narodno goreče pesmi Jovana Koseskega. Nesoglasja je imel tudi z Josipom Stritarjem, ki je na Bleiweisov račun napisal satiro. V dobrih odnosih pa je bil z Antonom Martinom Slomškom, s katerim si je tudi dopisoval, saj sta imela podobna stališča glede aktualnih dogajanj. Leta 1867 je bil imenovan za častnega meščana Ljubljane.